# Julius Bittner
Julius Bittner, född 9 april 1874, död 9 januari 1939, var en österrikisk tonsättare och jurist.
Bittner har skrivit operorna Der Albenteurer, Das höllisch Gold, Der liebe Augustin, Der Bergsee, Die Kohlhaymerin, Das Rosengärtlein och Die Todestarantella.